# Johannes Major (Theologe)

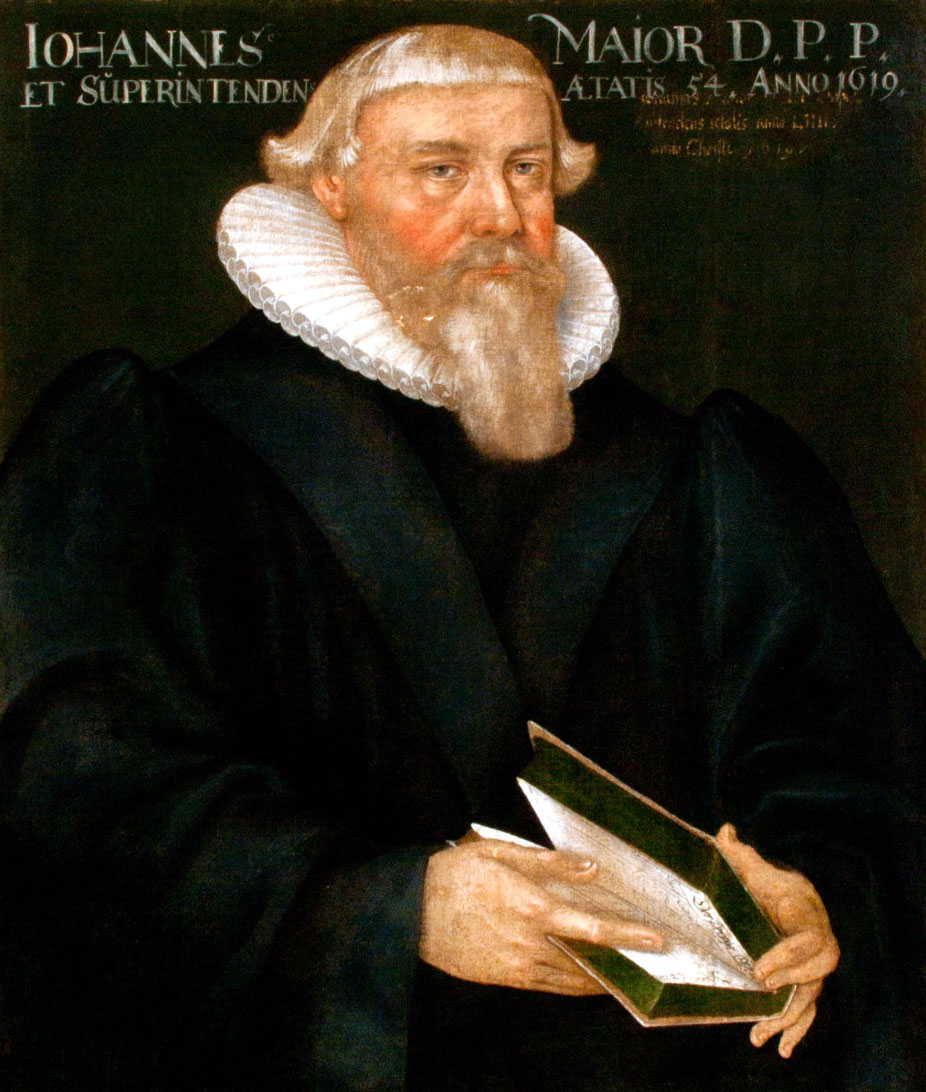
Johannes Major

Johannes Major (auch: Groß; * 26. Dezember 1564 in Reinstädt; † 4. Januar 1654 in Jena) war ein deutscher lutherischer Theologe.

## Leben
Geboren als Sohn des Bauern Johannes Groß († 29. Januar 1597) und seiner Frau Margaretha Ackermann, lernte er zunächst in der Dorfschule seines Heimatortes das Lesen und Schreiben. Dabei stellte man bei ihm eine gute Begabung zum Lernen fest und schickte ihn 1574 nach Weimar, wo er einige Klassen überspringend schnelle Auffassungsgabe bewies. Eine fiebrige Erkrankung ließ ihn einige Zeit wieder in seinen Heimatort zum Auskurieren zurückkehren. Nach einem Jahr auf der Schule in Orlamünde kehrte er wieder nach Weimar zurück, absolvierte die dortige Schule, kam dann zu den Kurrendesängern, wurde in die Kantorei aufgenommen und an der fürstlichen Kapelle aufgenommen.
1581 verließ er Weimar, besuchte die Schule in Stettin, dann die in Kolberg und die Schule in Hof. Während dieser Zeit hatte er sich die nötigen Kenntnisse erworben, so dass er ein Hochschulstudium angehen konnte. 1584 bezog er die Universität Jena und gelangte an ein Stipendium. Da er unter finanziellem Mangel litt, konnte er nicht den akademischen Grad eines Magisters erwerben. Daher stellte er bei der philosophischen Fakultät den Antrag, mathematische Vorlesungen halten zu dürfen, was ihm gewährt wurde. Seine Vorlesungen hatten großen Zulauf; Georg Mylius, der 1589 nach Jena gekommen war, förderte Johannes Majors Studium der Theologie, indem er ihm seine Bibliothek zur Verfügung stellte. Durch eine Stellung als Hofmeister der Herrn von Ritzenstein konnte er ebenfalls seine finanzielle Lage verbessern.
Als Mylius 1592 nach Wittenberg ging, um dort die Visitationen durchzuführen, folgte er ihm als Berater. Noch im selben Jahr erhielt er eine Berufung als Diakon in Weimar; während seines Diakonats setzte er sich vor allem mit den Anhängern des Samuel Huber auseinander. Nachdem Mylius endgültig nach Wittenberg versetzt worden war, wurde Johannes Major 1605 von Herzog Johann von Sachsen-Weimar als Superintendent nach Jena berufen. 1611 übernahm er nach dem Tod von Petrus Piscator eine Professur der Theologie an der Jenaer Hochschule und promovierte aus diesem Grund 1612 mit Abraham Lange zum Doktor der Theologie. Während seiner 43-jährigen Tätigkeit als Professor der Theologie war er in den Zeiten des Dreißigjährigen Krieges vier Mal Rektor der Jenaer Akademie, zudem Prorektor und mehrfach Dekan der theologischen Fakultät. An Altersschwäche verstorben, ist er am 8. Januar 1654 in der Stadt- und Pfarrkirche St. Michaelis in Jena beigesetzt worden.

## Familie
Major war zwei Mal verheiratet.
Seine erste Ehe schloss er am 25. September 1592 in Weimar mit Maria (* 1570 in Jena; † 25. Januar 1609 ebd.), die Tochter des Tuchmachers, Bürgers und Ratsverwandten in Jena Ludwig Kopf und seiner Frau Anna Grübner. Von den Kindern sind bekannt:
- Ludwig I. Major (* 22. August 1594; † 12. Februar 1595)
- Johann Andreas Major (* 30. November 1595 in Weimar; † 4. Januar 1654 in Isserstedt) Pastor in Lehnstedt und Isserstedt, verh. 26. September 1625 mit Maria Magdalena Sagittarius, der Tochter des Jenaer Professors Thomas Sagittarius
- Ludwig II. Major (* 13. Juni 1597; † 10. September 1600)
- Georg Major (* 10. April 1599)
- Nicolaus Major (* 3. Dezember 1602)
- Margaretha Major (* 22. Juni 1604; † 1609)
- Johannes Friedrich Major (* 12. Oktober 1600), der als Militär tätig war.

Die zweite Ehe ging er am 26. Februar 1610 in Jena mit Elisabeth (* 5. Juli 1574 in Weimar; † 13. Januar 1639 in Jena), der Tochter des Bürgermeisters in Weimar Jacob Schröter und seiner Frau Barbara Brück, ein. Barbara Brück war die Tochter des Christian Brück. Elisabeth Schröter war bereits zweimal verwitwet. Ihr erster Mann war der Kammersekretär in Weimar Johann Georg Neumair (1570–1597), der zweite der gräflich hohensteinische Kanzler Johann Stromer der Jüngeren (von Auerbach).
Aus der Ehe mit Major sind fünf Kinder hervorgegangen:
- Maria Elisabeth Major (* 2. Dezember 1610 in Jena; † 10. Februar 1611 ebd.)
- Johann Jacob Major (* 13. März 1613; † in Nürnberg) hat in Jena und Altdorf studiert und starb in Nürnberg
- Johann Tobias Major (* 2. Februar 1615 in Jena; † 25. April 1655 ebd.), lutherischer Theologe
- Julius Christian Major (* 26. Juni 1616 in Jena; † 4. August 1616 ebd.)
- Barbara Major (* 25. Juli 1617 in Jena; † 17. September 1617 ebd.)

## Werkauswahl
- Theologus & concionator orthodoxus.
- Judicium de acatholicorum credendi regula castigatum. Jena 1630
- Speculum exemplorum Jo. 18. Jena 1648
- Parapharis poetica in Psalmos.
- Ex Postilla poetica Johannis Maioris fragmentum. Welack, Wittenberg 1581.